# سباقات سيارات الأطفال في فينيسا
سباقات سيارات الأطفال في ڤينيس (بالإنجليزية:Kid Auto Races at Venice) (معروف أيضًا باسم المزعج) هو فيلم أمريكي صامت أُنتج في سنة 1914 بطولة تشارلي تشابلن وهو أول ظهور لشخصية «المتشرد الصغير» للجمهور، رغم أن أول فيلم تم إنتاجه يُظهر هذه الشخصية هو فيلم مأزق مابل الغريب الذي صُور قبل سباقات سيارات الأطفال في ڤينيس ببضعة أيام إلا أنه صدر بعده بيومين.

## طاقم التمثيل

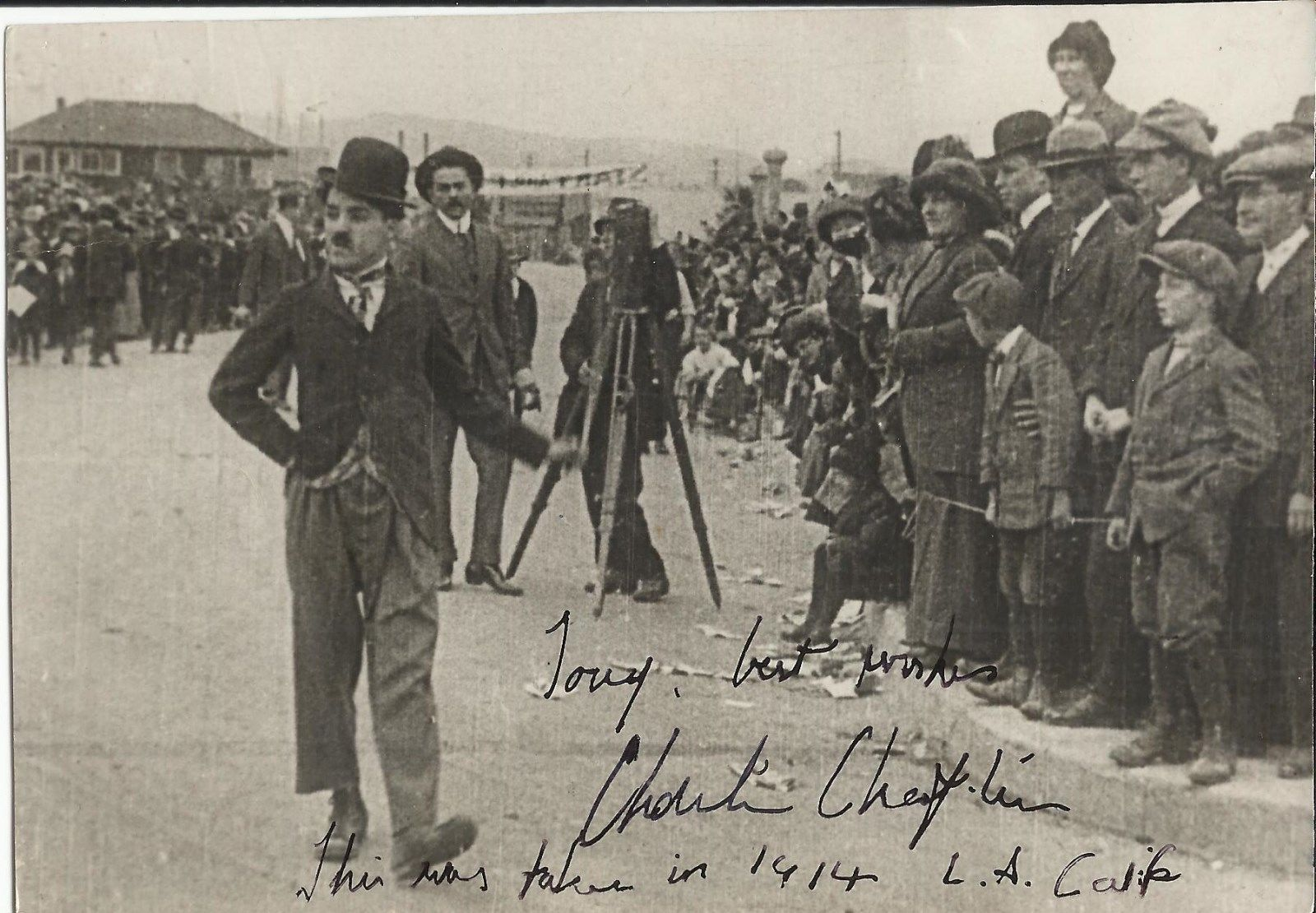
أول ظهور لشخصية المتشرد الصغير

- تشارلي تشابلن - المتشرد
- هنري ليرمان - مخرج الفيلم
- فرانك دي وليامز - مصور
- غوردون جريفيث - فتي
- بيلي جاكوبز - فتي
- تشارلوت فيتزباتريك - فتاة
- ثيلما سالتر - فتاة[1]

## وصلات خارجية
- سباقات سيارات الأطفال في فينيسا على موقع IMDb (الإنجليزية)
- سباقات سيارات الأطفال في فينيسا على موقع روتن توميتوز (الإنجليزية)
- سباقات سيارات الأطفال في فينيسا على موقع ألو سيني (الفرنسية)
- سباقات سيارات الأطفال في فينيسا على موقع أول موفي (الإنجليزية)
- سباقات سيارات الأطفال في فينيسا على موقع فيلمافينيتي (الإسبانية)
- سباقات سيارات الأطفال في فينيسا على موقع قاعدة بيانات الفيلم (الإنجليزية)
- سباقات سيارات الأطفال في فينيسا على موقع ليتربوكسد (الإنجليزية)
- سباقات سيارات الأطفال في فينيسا على موقع كينوبويسك (الروسية)
- Kid Auto Races at Venice على يوتيوب
- سباقات سيارات الأطفال في فينيسا متوفر للتحميل المجاني على أرشيف الإنترنت
- سباقات سيارات الأطفال في فينيسا متوفر للتحميل المجاني على أرشيف الإنترنت – A different version which is missing the ending.